# Malediven
Die Malediven ([maleˈdiːvn̩], amtlich die Republik Malediven, Dhivehi ދިވެހިރާއްޖޭގެ ޖުމްހޫރިއްޔާ Dhivehi Raajjeyge Jumhooriyyaa) sind ein Inselstaat im Indischen Ozean südwestlich von Sri Lanka. Der Archipel besteht aus mehreren Atollen und etwa 1200 Inseln, von denen 220 von Einheimischen bewohnt und weitere 144 für touristische Zwecke genutzt werden. Der Staat ist Gründungsmitglied der SAARC (Südasiatische Vereinigung für regionale Kooperation). Zudem ist er seit 1982 – mit einer Pause vom 13. Oktober 2016 bis 1. Februar 2020 – Mitglied des Commonwealth of Nations.
Der Inselstaat hat sich seit den 1970er Jahren zu einem immer beliebteren Touristenziel entwickelt, was steigenden Wohlstand für die Bewohner des Landes brachte, aber gleichzeitig ökologische und soziale Probleme verursachte.
Das Fortbestehen des Archipels ist vom durch den Klimawandel steigenden Meeresspiegel bedroht.

## Geographie

### Lage, Relief und Nutzung
Die Malediven sind eine Kette von 19 Inselgruppen im Indischen Ozean, südwestlich von Indien und Sri Lanka. Sie erstrecken sich über 871 Kilometer in Nord-Süd-Richtung bis kurz südlich des Äquators. Die Inseln sind verteilt auf 26 Atolle mit Korallenriffen. Sie liegen, wie die Lakkadiven, auf dem maledivischen Rücken. Dieser wird als abgekippte und gesunkene Randscholle der indischen Landmasse angesehen. Die Malediven sind nicht, wie beispielsweise Hawaii, vulkanischen Ursprungs. Insgesamt sind von den 1196 offiziell erfassten Inseln nur 220 Inseln bewohnt. Die Inseln liegen alle rund 1 m über dem Meeresspiegel, was sie besonders anfällig für den stetig ansteigenden Meeresspiegel macht. Die höchste Erhebung mit 5,1 m befindet sich auf der Insel Vilingilli im Addu-Atoll.
Die vorgelagerten Riffe bieten den einzigen Schutz vor den manchmal heftigen Monsunstürmen. Die Inseln sind mit Palmen und Brotfruchtbäumen bewachsen und von Sandstränden und klaren Lagunen umgeben.
Auf den Malediven wird unterschieden zwischen Inseln für Einheimische (local islands) und Inseln für Touristen (wie Kuramathi, Bandos, Vabbinfaru oder Meerufenfushi). Malediver sind auf den Touristeninseln nur als Personal zugelassen. Seit 2009 ist es für Touristen möglich, auch auf den „Einheimischeninseln“ zu urlauben.
Ein Drittel der maledivischen Bevölkerung lebt auf der Hauptinsel Malé, zugleich die einzige richtige Stadt der Malediven. Malé ist eine der am dichtesten besiedelten Städte der Welt: Auf nur 5,7 Quadratkilometern stehen mehrstöckige Häuser dicht gedrängt, um über 134.000 Menschen zu beherbergen. Aus diesem Grund begann 1997 die Planung einer durch Landgewinnung zu errichtenden Insel etwa drei Kilometer entfernt von Malé. Die neue Insel Hulhumalé hatte 2014 eine Einwohnerzahl von 17.149.

### Klima
Die Malediven haben im meist ruhigen Indischen Ozean ein konstant warmes, tropisches Klima mit hoher Luftfeuchtigkeit. Die Temperaturen fallen selbst nachts selten unter 25 °C.
Prägend für das Klima sind der Südwest-Monsun von Mai bis Oktober und der Nordost-Monsun von November bis April. Der Südwest-Monsun bringt normalerweise im Juni und Juli Wind und intensivere Niederschläge. Als beste Reisezeit gelten die Monate Januar bis April.

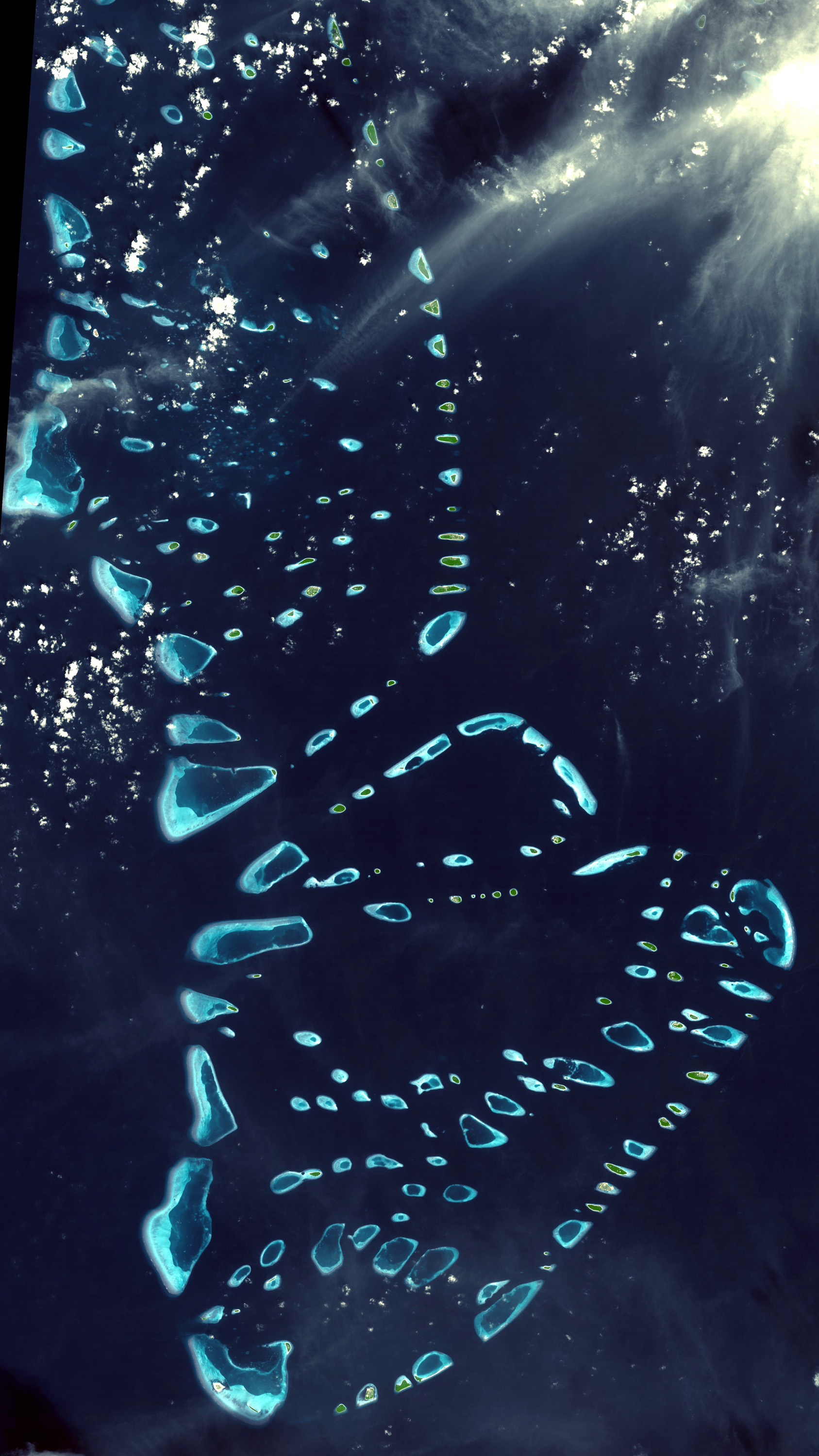
Die Atolle Nord- und Süd-Malosmadulu

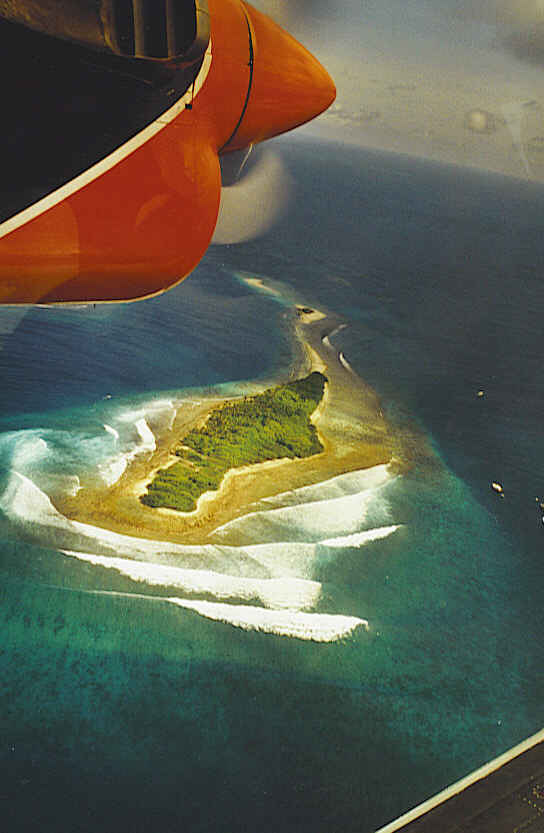
Blick aus der Luft

|                       | Jan   | Feb  | Mär  | Apr   | Mai   | Jun   | Jul   | Aug   | Sep   | Okt   | Nov   | Dez   |   |         |
| Mittl. Tagesmax. (°C) | 30,3  | 30,7 | 31,4 | 31,6  | 31,2  | 30,6  | 30,5  | 30,4  | 30,2  | 30,2  | 30,1  | 30,1  | ⌀ | 30,6    |
| Mittl. Tagesmin. (°C) | 25,7  | 25,9 | 26,4 | 26,8  | 26,3  | 26,0  | 25,8  | 25,5  | 25,3  | 25,4  | 25,2  | 25,4  | ⌀ | 25,8    |
|                       |       |      |      |       |       |       |       |       |       |       |       |       |   |         |
| Niederschlag (mm)     | 114,2 | 38,1 | 73,9 | 122,5 | 218,9 | 167,3 | 149,9 | 175,5 | 199,0 | 194,2 | 231,1 | 216,8 | Σ | 1.901,4 |
|                       |       |      |      |       |       |       |       |       |       |       |       |       |   |         |
| Sonnenstunden (h/d)   | 8     | 9    | 8    | 7     | 6     | 6     | 6     | 6     | 6     | 5     | 6     | 8     | ⌀ | 6,7     |
|                       |       |      |      |       |       |       |       |       |       |       |       |       |   |         |
| Regentage (d)         | 6     | 3    | 5    | 9     | 15    | 13    | 12    | 13    | 15    | 15    | 13    | 12    | Σ | 131     |
|                       |       |      |      |       |       |       |       |       |       |       |       |       |   |         |
| Wassertemperatur (°C) | 27    | 27   | 28   | 29    | 29    | 28    | 28    | 27    | 27    | 28    | 28    | 27    | ⌀ | 27,8    |

| 25,7 |

| 25,9 |

| 26,4 |

| 26,8 |

| 26,3 |

| 26,0 |

| 25,8 |

| 25,5 |

| 25,3 |

| 25,4 |

| 25,2 |

| 25,4 |

| 25,7 |

| 25,9 |

| 26,4 |

| 26,8 |

| 26,3 |

| 26,0 |

| 25,8 |

| 25,5 |

| 25,3 |

| 25,4 |

| 25,2 |

| 25,4 |

### Städte

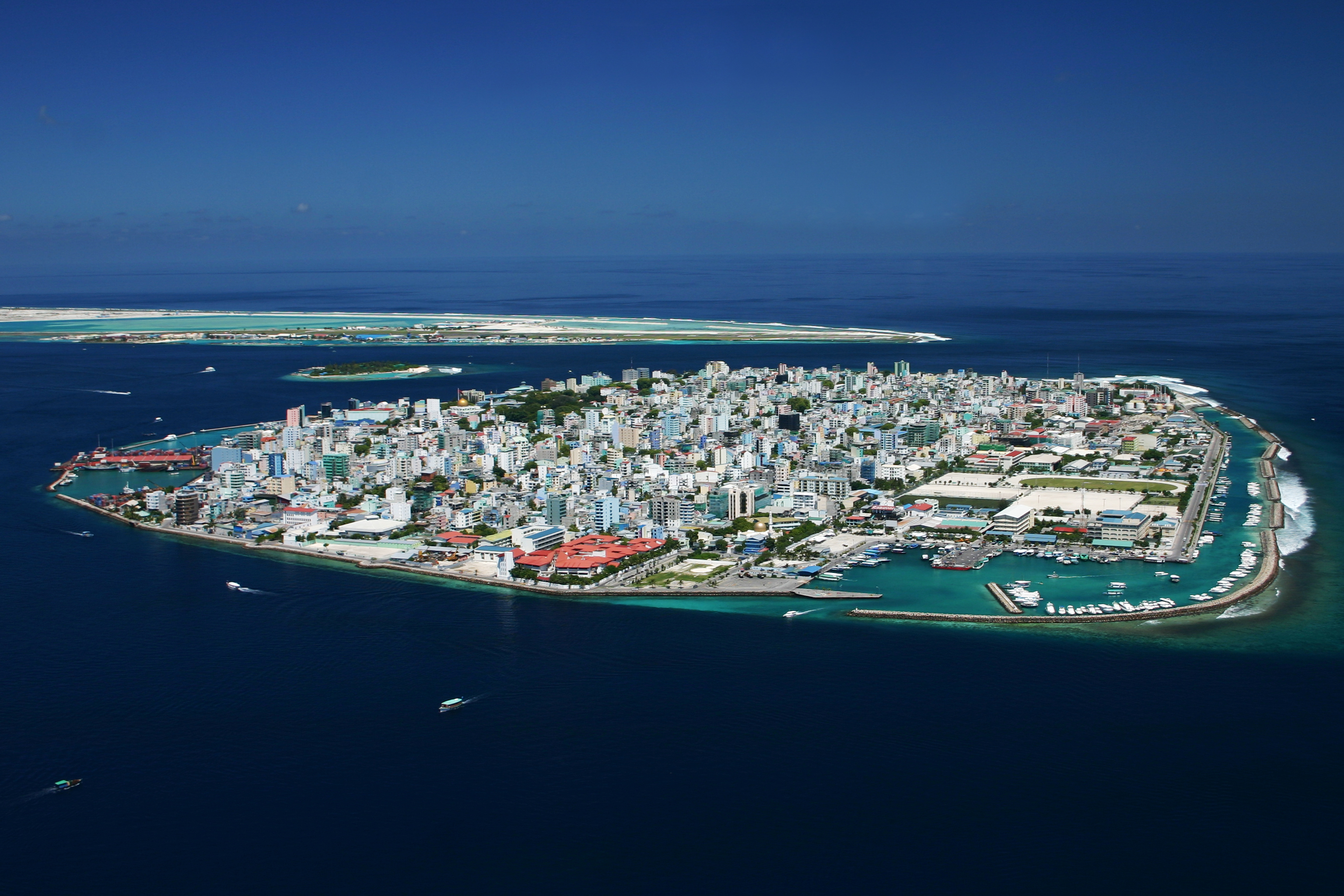
Malé, die Hauptstadt der Malediven

Im Jahr 2023 lebten 42 Prozent der Einwohner der Malediven in Städten.
Nachfolgend die bevölkerungsreichsten Orte bzw. Inseln (Stand Zensus 2014):
- Malé: 153.379 Einwohner
- Addu City: 21.928 Einwohner
- Fuvahmulah: 8.579 Einwohner
- Kulhudhuffushi: 8.224 Einwohner
- Thinadhoo: 5.268 Einwohner
- Naifaru: 4.141 Einwohner
- Gan: 3.543 Einwohner
- Dhuvaafaru: 3.018 Einwohner

## Bevölkerung

### Demografie
Malediven hatte 2023 521.000 Einwohner. Die Einwohnerzahl sank um 0,5 %. Trotz eines Geburtenüberschusses (Geburtenziffer: 13,6 pro 1000 Einwohner vs. Sterbeziffer: 2,8 pro 1000 Einwohner) sank die Bevölkerung durch Migration. Die Anzahl der Geburten pro Frau lag 2022 statistisch bei 1,7, die der Region Süd-Asien betrug 2,2. Die Lebenserwartung der Einwohner der Malediven ab der Geburt lag 2022 bei 80,8 Jahren. Der Median des Alters der Bevölkerung lag im Jahr 2021 bei 30,6 Jahren. Im Jahr 2023 waren 21,7 Prozent der Bevölkerung unter 15 Jahre, während der Anteil der über 64-Jährigen 5,1 Prozent der Bevölkerung betrug.

### Sprache
Die maledivische Sprache, Dhivehi, leitet sich vom mittelalterlichen Singhalesisch ab, ist aber inzwischen vollkommen eigenständig. Sie ist die einzige Amtssprache des Landes, in letzter Zeit gewinnt aber die arabische Sprache stark an Bedeutung. Geschrieben wird Dhivehi von rechts nach links in der Thaana-Schrift, daneben wird auch die lateinische Umschrift (Dhivehi Letin) verwendet.

### Religion
Die Einwohner der Malediven sind vorwiegend sunnitische Muslime. Der Islam ist die alleinige Staatsreligion. Religionsfreiheit wird ausdrücklich ausgeschlossen: Die öffentliche Religionsausübung jeder anderen Religion ist verboten und unterliegt strafrechtlicher Verfolgung. Das muslimische Glaubensbekenntnis ist Bedingung für die maledivische Staatsbürgerschaft, seit der Verfassungsrat im Dezember 2007 eine Verfassungsänderung verabschiedete (Artikel 9 Absatz D der neuen Verfassung). Im Weltverfolgungsindex des christlichen Hilfswerks Open Doors stehen die Malediven auf Platz 16 (Stand 2024).

### Bildung
Die Alphabetisierungsrate liegt bei 99 %. Auf jeder kleinen Insel gibt es Schulen, in denen die Kinder ab dem Alter von sechs Jahren Englisch und Dhivehi lesen und schreiben lernen, zusätzlich die arabische Schrift, um den Koran rezitieren zu können.
Die einzigen Schulen, in denen man die Hochschulreife erlangen kann, befinden sich in Malé. Zunehmend orientiert sich das Bildungssystem an der arabischen Welt, Hauptfach ist der Islam.

### Gesundheit
Die Gesundheitsausgaben des Landes betrugen im Jahr 2021 10,0 % des Bruttoinlandsprodukts. Im Jahr 2019 praktizierten in Malediven 21,6 Ärztinnen und Ärzte je 10.000 Einwohner. Die Sterblichkeit bei unter 5-jährigen betrug 2022 5,6 pro 1000 Lebendgeburten. Die Lebenserwartung der Einwohner der Malediven ab der Geburt lag 2022 bei 80,8 Jahren (Frauen: 81,8, Männer: 80,1). Die Lebenserwartung stieg von 70,9 Jahren im Jahr 2000 bis 2022 um 14 %.
In der Hauptstadt Malé sind zwei Krankenhäuser vorhanden, ein privates (ADK) und ein öffentliches (IGMH). Beide Krankenhäuser sind verhältnismäßig gut ausgestattet. Kompliziertere chirurgische Behandlungen können dort jedoch nicht durchgeführt werden. Viele Malediver ziehen darum eine Behandlung in Indien vor, sofern sie über die nötigen finanziellen Mittel verfügen.
Die medizinische Versorgung und Betreuung der Bevölkerung auf den kleineren Inseln beruht weitgehend auf traditionellen Behandlungsmethoden und ist aufgrund der stark zentralistisch ausgebauten Infrastruktur nur unzureichend. Einige Inseln besitzen Apotheken und „Medical Centers“, die aber in den wenigsten Fällen mit Ärzten besetzt sind. Die Insel Bandos im Nord-Malé-Atoll jedoch hat zwei Ärzte ständig im Dienst: Einen GP (General Practitioner, Allgemeinmediziner) und einen DMO (Diving Medical Officer, Taucharzt). Letzterer ist verantwortlich für die auf Bandos vorhandene Dekompressionskammer, in der Tauchunfälle behandelt werden können. In der Regel werden beide Dienstposten mit Ärzten aus dem deutschsprachigen Raum besetzt. Das Gleiche gilt für die Inseln Kuramathi (Rasdhoo-Atoll), Kuredu (Lhaviyani-Atoll) und Kandima (Dhaalu-Atoll).

## Landesname
In der Amtssprache Dhivehi wird seit Jahrhunderten der Name Dhivehi Raajje benutzt, der „Königreich der Dhivehi“ oder „Land der Dhivehi“ bedeutet. Der heutige Staatsname bedeutet daher so viel wie „Republik des Landes der Dhivehi“.
Die Bezeichnung „Malediven“ wurde im 18. Jahrhundert durch die Niederländer eingeführt, die die Inseln Maldivische Eilanden nannten. Es dürfte sich um eine Übernahme des arabischen al-Mahaldibiyat bzw. Dhibat al-Mahal handeln. Mahal war der damalige Name von Malé, wörtlich spricht man demnach von den „Inseln von Malé“.
Der arabische Name geht möglicherweise auf Sanskrit माला mālā („Girlande“, vgl. Mala, Gebetskette) und द्वीप dvīpa („Insel“), abgeleitet Sinhala මාල දිවයින Maala Divaina („Halsketten-Inseln“), zurück.

## Geschichte
Über die Erstbesiedlung der Malediven sind in der wissenschaftlichen Literatur bis heute nur widersprüchliche Informationen zu finden. Eine Theorie besagt, dass die Besiedlung der Malediven ihren Anfang im 5. Jahrhundert v. Chr. nahm, als sich buddhistische Fischer aus Indien und von der Insel Ceylon auf den Inseln niederließen.
Den archäologischen Untersuchungen von Thor Heyerdahl aus dem Jahr 1985 zufolge sind neben buddhistischen Tempeln auch Hinweise auf hinduistischen Glauben und auf Sonnenanbetungskulte zu finden. Heyerdahl glaubte, dass diese Religionen einen gewissen Zeitraum lang parallel existiert haben.
Der Legende nach wurden die Malediven 1153 durch einen arabischen Reisenden zum Islam bekehrt. Die Malediven wurden sowohl von Sultanen als auch von einer Vielzahl von Sultaninnen regiert. Die bekannteste von ihnen war die Sultanin Khadeeja Rehendi Kabaidhi Kilege, die das Land im 14. Jahrhundert 35 Jahre lang regierte. Auch heute spielen Frauen eine große Rolle im öffentlichen Leben der Malediven. So sind die Hälfte der Studenten, viele Geschäftsleute, Beamte und Minister Frauen. Allerdings ist der matriarchale Einfluss bei weitem nicht so ausgeprägt wie bei den muslimischen Minangkabau auf Sumatra.
1558 besetzten die Portugiesen die Inseln, sie wurden aber in einem acht Jahre andauernden Guerillakrieg durch Muhammad Thakurufaan 1573 wieder vertrieben. Erst im 17. Jahrhundert gelang es einem europäischen Land, die Inseln zu unterwerfen: Die Niederlande machten aus dem maledivischen Sultanat ein Protektorat, nachdem sie auch Ceylon besetzt hatten. Als die Niederlande 1796 Ceylon an die Briten verloren, gerieten auch die Malediven unter britischen Einfluss, sodass sie von 1887 bis 1965 britisches Protektorat waren. Unter der Kolonialverwaltung wurde das aktive und passive Frauenwahlrecht 1932 gewährt.
1932 erhielten die Malediven ihre erste Verfassung von Sultan Mohammed Shamsudeen III.
1942 baute das Vereinigte Königreich einen Militärflugplatz auf der Insel Gan, der erst in den späten 1970er-Jahren von der Royal Air Force geräumt wurde. 1953 wurde die Republik ausgerufen. Daraufhin übernahm ein Verwandter des Sultans das Präsidentenamt. Nach einer Volksabstimmung wurde wieder das Sultanat eingeführt und Mohammed Farid Didi wurde erneut Sultan. Drei Jahre später, 1956, erhielten die Malediven innere Autonomie, jedoch errichteten die Briten weitere Militärflugplätze. 1963 gab Großbritannien die Inseln auf, behielt aber das Nutzungsrecht an den Militärflugplätzen. Die Malediven traten dem Colombo-Plan bei und wurden zwei Jahre später unabhängig.
Bei der Unabhängigkeit 1965 wurde das aktive und passive Frauenwahlrecht bestätigt.
Mit einer Verfassungsänderung wurde das Sultanat 1968 in eine Republik umgewandelt und die über 250 Jahre lange Herrschaft der Didi beendet. Ibrahim Nasir wurde Staats- und Regierungschef. Ein Jahr später wurde die Republik unter dem Namen Malediven ausgerufen.
1972 wurden die Ämter des Staatsoberhauptes und des Regierungschefs getrennt. Im gleichen Jahr öffnete sich das Land – zunächst langsam – für den Tourismus. Drei Jahre später wurde das Amt des Regierungschefs wieder abgeschafft und vom Präsidenten übernommen. 1976 verließen die Briten das Land endgültig, da die 30-jährige Nutzungszeit der Militärflugplätze abgelaufen war. 1982 traten die Malediven dem Commonwealth of Nations bei. In der Hauptstadt Malé fand 1989 eine internationale Konferenz wegen der Bedrohung der Inseln durch den steigenden Meeresspiegel statt.
Von 1978 bis 2008 regierte Präsident Maumoon Abdul Gayoom das Land mit autoritärer Hand. Meinungs- und Pressefreiheit sowie die bürgerlichen Rechte waren stark eingeschränkt, was auf internationale Kritik stieß.
Im September 2003 kam es zu Massendemonstrationen, nachdem drei Häftlinge unter ungeklärten Umständen im Gefängnis starben. Präsident Gayoom versprach Reformen, das Rechtssystem sollte verändert, die Kompetenzen des Parlamentes erweitert werden. Am 25. September 2003 bestimmte ihn das Parlament einstimmig zum Präsidentschaftskandidaten, zwei Monate später wurde er mit 90,3 % der Stimmen zum sechsten Mal ins Amt gewählt.
Mitte August 2004 wurde der Ausnahmezustand auf den Malediven ausgerufen. Nach Angaben von Oppositionellen kamen hunderte Menschen nach Demonstrationen gegen das Regime des Präsidenten ins Gefängnis.
Am 26. Dezember 2004 wurden zahlreiche Siedlungen und Touristenresorts auf den Inseln durch eine Flutwelle infolge des Seebebens im Indischen Ozean stark beschädigt oder zerstört. Anders als die flachen Küsten Sri Lankas, Indonesiens oder Indiens, wo Tsunamis größere zerstörerische Kraft entwickeln, blieben die meisten Atolle von größeren Verwüstungen verschont.
In der ersten demokratischen Mehrparteien-Wahl 2008 wurde Mohamed Nasheed zum neuen Staatspräsidenten gewählt. Er trat 2012 infolge von öffentlichen Protesten und einer Meuterei der Polizei von seinem Amt zurück. Die Amtsgeschäfte wurden danach kommissarisch von Nasheeds Vizepräsidenten Mohammed Waheed Hassan bis 2013 weitergeführt. Bei der Präsidentschaftswahl 2013 wurde Abdulla Yameen, ein jüngerer Halbbruder von Maumoon Abdul Gayoom, zum neuen Präsidenten gewählt.
Nach Kritik des Staatenbundes an Regelungen zu Rechtsstaat und Menschenrechten traten die Malediven im Oktober 2016 aus dem Commonwealth of Nations aus.
2015 wurde Gayooms Nachfolger Nasheed wegen „Terrorismus“ zu 13 Jahren Haft verurteilt, blieb jedoch nach einer Reise zu medizinischer Behandlung nach London in britischem Exil. Anfang Februar 2018 ließ Yameen den Ausnahmezustand ausrufen und seinen Halbbruder, den 80-jährigen Expräsidenten Gayoom, dessen Schwiegersohn und zwei Richter festnehmen. Ausgelöst wurde die Krise durch ein Gerichtsurteil, das zwölf Abgeordneten, die von der Regierungspartei abgefallen waren, die Rückkehr ins Parlament erlaubte. Damit hätte Yameen die Mehrheit im Parlament verloren. Dieser weigerte sich allerdings, die Gerichtsbeschlüsse umzusetzen. Die Präsidentschaftswahl 2018 wurde durch den Oppositionspolitiker Ibrahim Mohamed Solih gewonnen und die Parlamentswahl im Folgejahr gewann die Maledivische Demokratische Partei unter Führung von Mohamed Nasheed.
Am 1. Februar 2020 traten die Malediven wieder dem Commonwealth of Nations bei.
Im September 2023 wurde Mohamed Muizzu zum Präsident der Malediven gewählt. Er hatte mit der Forderung „India Out!“ Wahlkampf gemacht und reiste nach seiner Wahl als erstes in die VR China.

## Politik

### Verfassung und Stellung der Religion
Im Januar 1998 trat eine neue Verfassung in Kraft. Regierungsform blieb die Präsidialrepublik. Der Staatspräsident und Regierungschef hat die uneingeschränkte Macht über die Exekutive. Er wird von einem Einkammerparlament, der Majilis, auf fünf Jahre gewählt. Die Majilis besteht aus 50 Mitgliedern, von denen 42 gewählt und acht vom Präsidenten eingesetzt sind. Nach der Wahl muss sich der Präsident noch einer Volksabstimmung stellen. Bis heute wird auf den Malediven nur der Islam als Religion akzeptiert. Am 7. August 2008 erließ Präsident Mohammed Abdul Gayoom eine neue Verfassung, die in Artikel 9 Abs. d) Personen, die nicht muslimisch sind, die Aufnahme als neue Staatsbürger verwehrt. Dies gilt jedoch nicht für Personen, die auf den Malediven geboren wurden und deren Eltern bereits Staatsbürger sind, unabhängig von ihrer Religion.

### Regierung
Die Malediven sind eine Präsidialrepublik mit erheblichem Einfluss des Präsidenten: Er ist Regierungschef und Verteidigungsminister; bis 2006 unterstanden ihm auch die Zentralbank und die Finanzen. Er führt Polizei, Armee, Küstenwache, Feuerwehr und Justiz. Eine Gewaltenteilung gibt es nicht. Die Präsidentschaftswahlen finden alle fünf Jahre statt; das Volk wählt dabei mit einfacher Mehrheit einen der zwei vom Parlament aufgestellten Kandidaten zum Präsidenten. Aktueller Amtsinhaber ist der am 30. September 2023 gewählte Mohamed Muizzu.
Mohamed Nasheed war seit den Neuwahlen im Oktober 2008 und dem Abschied des bisherigen Amtsinhabers Maumoon Abdul Gayoom am 10. November 2008 Staatsoberhaupt.
Gayoom war Präsident seit 1978 und damit der dienstälteste Staatschef Asiens. Bei seinen sechs siegreichen Präsidentschaftswahlen war er mitunter der einzige Anwärter auf das Amt. 2007 ernannte er sich ohne Rücksprache mit seiner Partei DRP selbst zum Präsidentschaftskandidaten für die bevorstehenden Wahlen. 

### Parteien
Auf den Malediven existiert eine seit 1998 erlaubte Opposition de facto erst seit dem Jahr 2005.
Im Juni 2005 stimmten die Abgeordneten der Madschilis einstimmig für einen Antrag, der die Etablierung eines Mehrparteiensystems ermöglichen soll.
Präsident Gayoom duldete (Stand 2006) fünf Parteien: seine eigene, alles dominierende DRP, die islamische AP, die kleinen Parteien MSDP und IDP sowie die demokratische MDP (Maledivische Demokratische Partei). Insbesondere die Mitglieder der MDP, allen voran ihr damaliger Geschäftsführer und bis Februar 2012 als Präsident amtierende Mohamed Nasheed, waren teils erheblichen Repressionen und Einschränkungen ihrer politischen Arbeit ausgesetzt.

### Politische Indizes
| Name des Index                     | Indexwert    | Weltweiter Rang | Interpretationshilfe | Jahr |
| ---------------------------------- | ------------ | --------------- | --- | ---- |
| Fragile States Index               | 60,3 von 120 | 107 von 179     | Stabilität des Landes: Warnung 0 = sehr nachhaltig / 120 = sehr alarmierend Rang: 1 = fragilstes Land / 179 = stabilstes Land | 2024 |
| Freedom in the World Index         | 44 von 100   | —               | Freiheitsstatus: teilweise frei 0 = unfrei / 100 = frei                                                                       | 2024 |
| Rangliste der Pressefreiheit       | 52,4 von 100 | 106 von 180     | Schwierige Lage für die Pressefreiheit 100 = gute Lage / 0 = sehr ernste Lage                                                 | 2024 |
| Korruptionswahrnehmungsindex (CPI) | 38 von 100   | 96 von 181      | 0 = sehr korrupt / 100 = sehr sauber                                                                                          | 2024 |

### Politische Entwicklungen
Am 28. Oktober 2008 wurde der Reformer Mohamed Nasheed zum ersten demokratisch legitimierten Präsidenten gewählt. Wegen der Festnahme des Vorsitzenden Richters des Strafgerichtshofs Abdulla Mohamed kam es Anfang 2012 zu Protesten, und der Oberste Gerichtshof forderte, ihn aus der Militärhaft freizulassen. Dem Richter wurde Fehlverhalten und die unzulässige Bevorzugung von Oppositionsvertretern vorgeworfen, nachdem er angeordnet hatte, einen Regierungskritiker freizulassen. Am 6. Februar 2012 kam es gegen den Präsidenten zu einem Putschversuch. Meuterer aus Polizei und Demonstranten hatten den staatlichen Rundfunk besetzt. Nasheed gab darauf in einer Fernsehansprache seinen Rücktritt bekannt. Nach einem Regierungssprecher werde sein Stellvertreter Mohammed Waheed Hassan die Amtsgeschäfte vorläufig übernehmen. Präsidentschaftswahlen wurden nach der maledivischen Verfassung für September 2013 terminiert. Die Wahl wurde trotz anderslautenden Informationen für manipuliert erklärt. Die auf den 20. Oktober 2013 neu angesetzten Wahlen wurden am Tag der Wahl von der Polizei verhindert. Die Stichwahl wurde immer wieder verschoben. Schließlich fand eine Neuwahl am 9. November 2013 statt. Am 16. November 2013 wurde Abdulla Yameen nach der Auszählung der Stimmen zum Präsidenten erklärt.
Der ehemalige Präsident Maumoon Abdul Gayoom (1978–2008) und der vorige, ins Exil geflohene Präsident Mohamed Nasheed schlossen 2017 ein Bündnis, um bei der Wahl am 23. September 2018 gegen Abdulla Yameen anzutreten. Das oberste Gericht ordnete an, dass mehrere bei Yameen in Ungnade gefallene Abgeordnete wieder eingesetzt werden müssten. Yameen ignorierte die Anordnung, rief am 5. Februar 2018 den Notstand aus und ließ Gayoom verhaften. Die Opposition wandte sich an Indien, um die Ordnung wiederherzustellen. Yameen galt schon damals als Geschäftspartner der Volksrepublik China.
Am 24. Februar 2022 begannen russische Streitkräfte auf Befehl von Staatspräsident Putin einen völkerrechtswidrigen Angriffskrieg auf die Ukraine. Viele Staaten der westlichen Welt reagierten mit Sanktionen gegen Russen und russische Unternehmen. Mindestens fünf Superyachten russischer Milliardäre kreuzten bei oder ankerten vor den Malediven, offenbar um einer Beschlagnahmung zu entgehen. Die Malediven haben kein Auslieferungsabkommen mit den USA.

### Menschenrechte

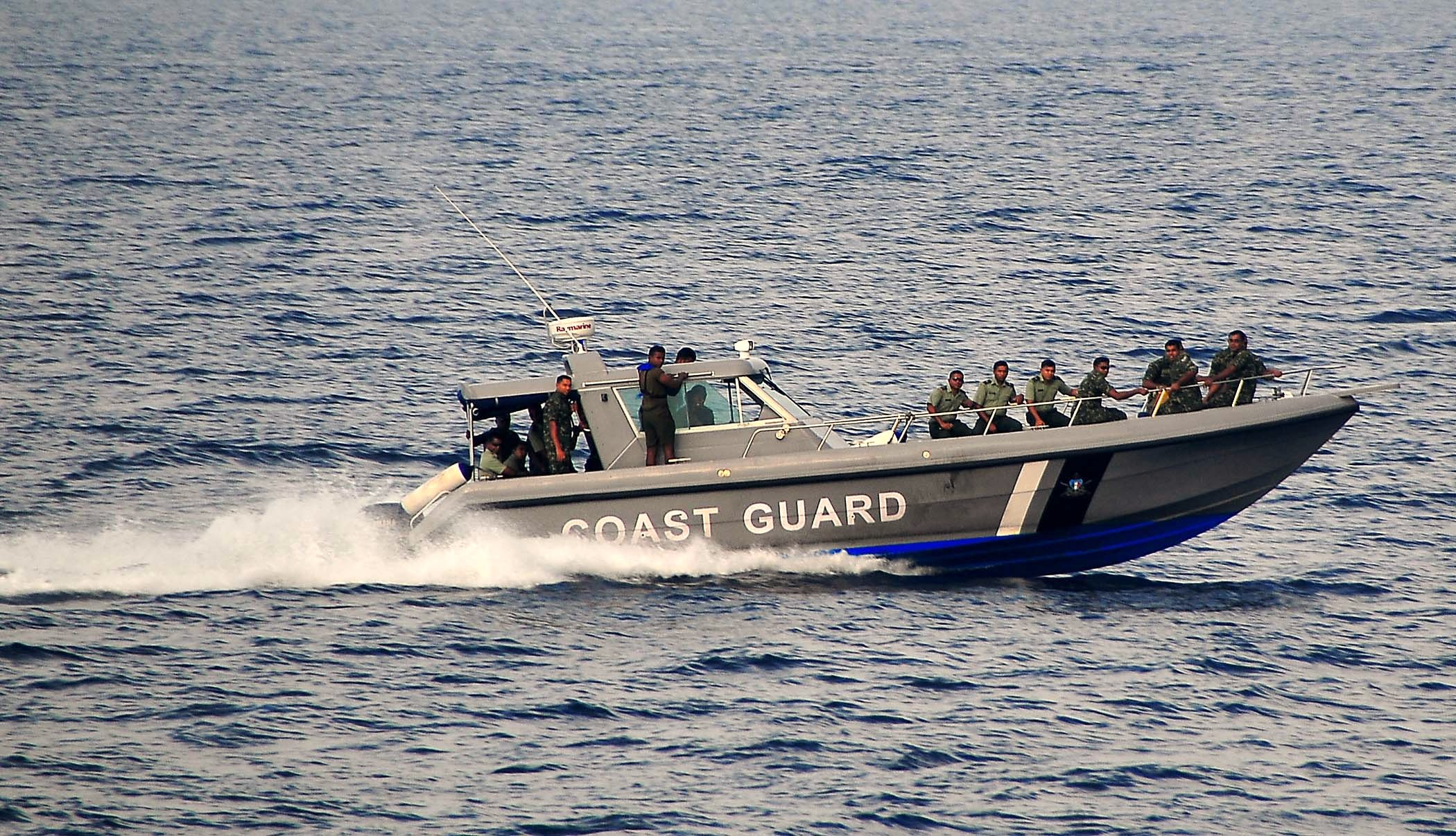
Patrouillenboot der Maldives Coast Guard

Das Commonwealth of Nations drohte 2016 mit der Suspendierung der Mitgliedschaft, falls die Regierung die Menschenrechtslage nicht verbessere. Die Regierung der Malediven behauptete eine ungerechte Behandlung und Einmischungen in ihre inneren Angelegenheiten und kündigte den Austritt an.
Präsident Yameen rief am 5. Februar 2018 den Ausnahmezustand aus und weigerte sich, der Anordnung des Obersten Gerichts der Malediven nachzukommen, das die Freilassung von acht inhaftierten Oppositionspolitikern und eine Wiederaufnahme der Verfahren forderte. Das Gericht verlangte auch die Wiedereinsetzung von zwölf Parlamentsabgeordneten.

### Militär
Die Maldives National Defense Force (MNDF) wurde 2006 aus dem National Security Service (NSS) gebildet. Sie umfasst das Marine Corps, die Security Protection Group, das Corps of Engineers und eine Küstenwache, die neben militärischen auch zivile Aufgaben hat. Der Air Wing der MNDF verfügt über 2 Hubschrauber des Typs HAL Dhruv, die von Indien gespendet wurden.
Den Oberbefehl hat der Präsident des Landes inne. Das Hauptquartier der MNDF befindet sich in Bandaara Koshi.

### Umweltschutz

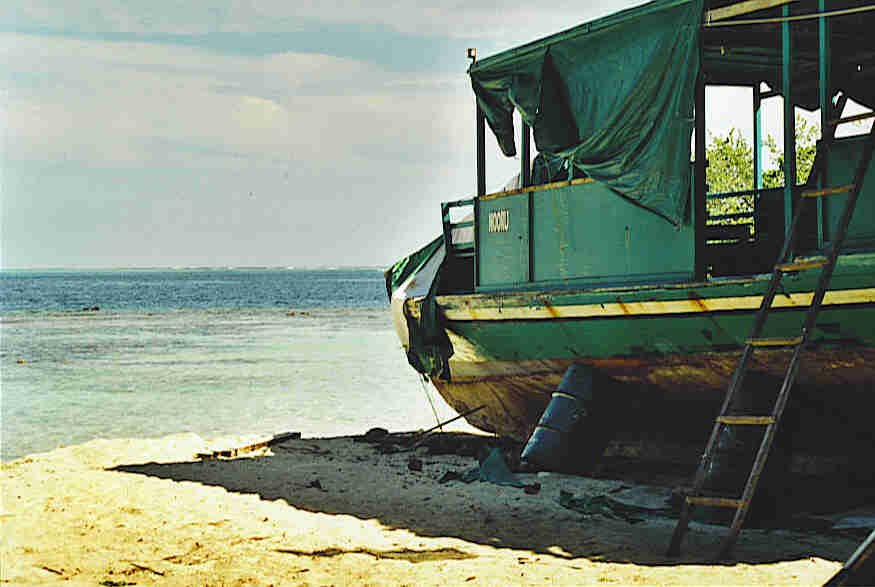
Ein Boot auf dem Strand

Jede touristisch genutzte Insel betreibt obligatorisch eine eigene Müllverbrennungsanlage und eigene Meerwasserentsalzungsanlagen. Der dazu benötigte Strom wird praktisch ausschließlich mit Dieselgeneratoren erzeugt. Metall- und Plastikabfälle der Hauptstadt Malé und einiger nahe gelegener Inseln werden gesammelt und auf der Müllinsel Thilafushi deponiert. Die allermeisten Inseln „entsorgen“ ihren Müll im Meer. So gibt es auch keine Einrichtung, um das Altöl der zahlreichen Boote oder Generatoren zu entsorgen. Der Bauschutt von Hotelbauten landet ebenfalls meist im Meer.
Umweltschutz und Umweltbewusstsein haben auf den Malediven im 21. Jahrhundert deutlich an Bedeutung zugenommen, gestützt durch Öffentlich-private Partnerschaft Projekte. Gesetze zum Umweltschutz werden weiterentwickelt, zunehmend überwacht und Verstöße geahndet. Beispielsweise darf die bebaute Fläche eines Resorts 20 % der Inselfläche nicht übersteigen. Die Praxis sieht jedoch fallweise anders aus, was für den Besucher beim An- oder Abflug erkennbar wird. Die meisten neuen Hotelinseln sind durch „landscaping“ in die gewünschte Form gebracht. Dies geschieht durch „Ausbaggern“ und Sandpumpen, was ungeheure Schäden an den Riffen hervorruft. Auch Privatflughäfen für einzelne Resortketten, zum Beispiel Maamingili im Süd-Ari-Atoll, werden durch Aufschütten des Riffdaches gewonnen.

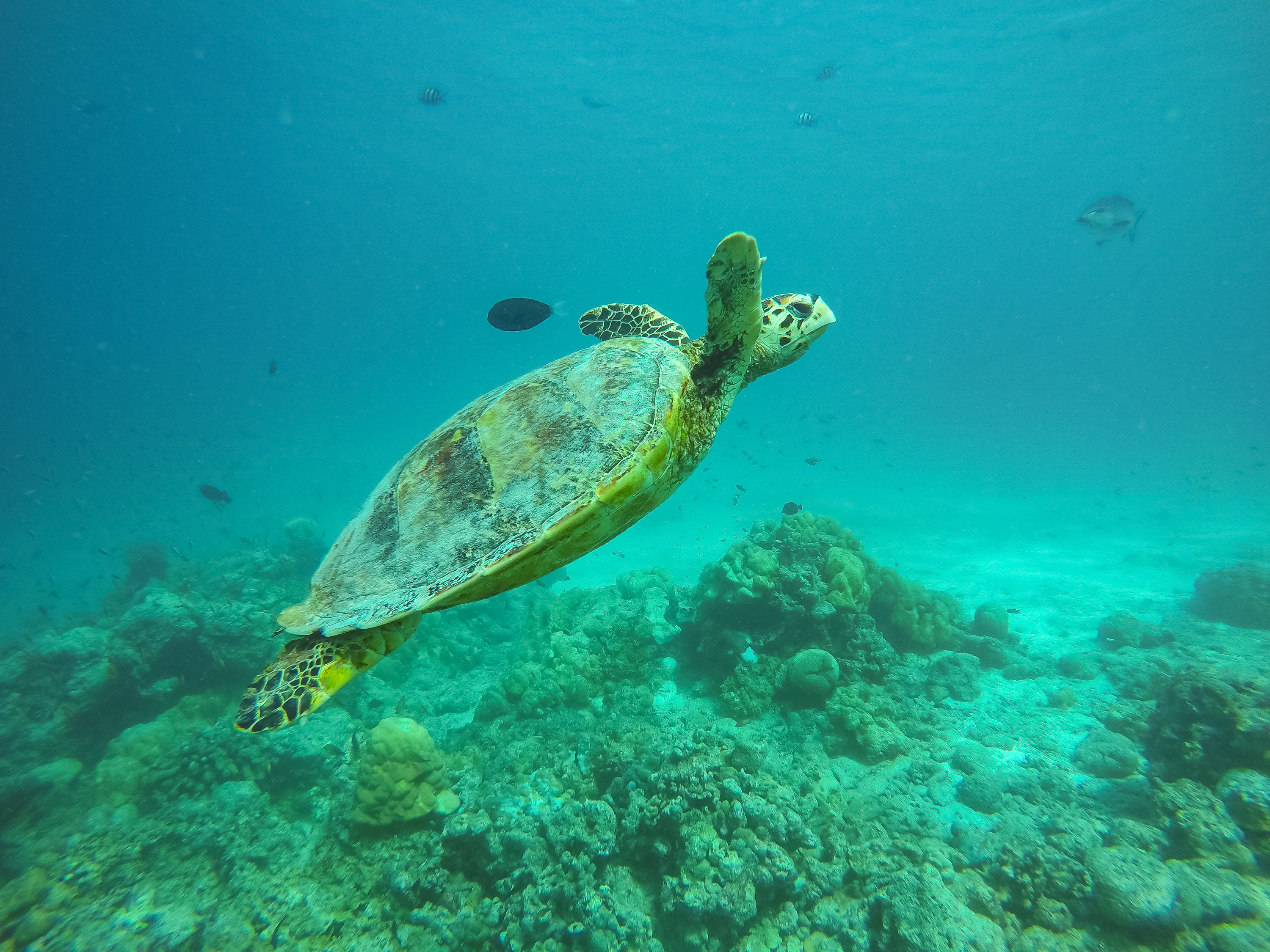
Schildkröte im Malediven-Atoll

Es ist verboten, Haie im Atollinneren zu fangen. Dies wird jedoch nicht überwacht, sodass die einst gewaltige Haipopulation der Malediven bis auf wenige Reste verschwunden ist. Haie werden nicht gegessen, sondern für den Export der Flossen nach Fernost gefangen und nach Abschneiden der Flossen (sogenanntes „Shark-Finning“) wieder ins Meer geworfen, wo sie qualvoll verenden. In zunehmendem Maße wird auf Rifffische wie Rote Schnapper und Zackenbarsche für die Luxusmärkte der Welt gefischt. Da es sich um standorttreue Fische handelt, ist deren Population gefährdet. Zum Rückgang des Fischbestandes trägt das auf allen Hotelinseln beliebte „Nachtfischen“ bei. Schildkröten sind zwar ebenfalls geschützt, nicht aber die Gelege, was zur Folge hat, dass die Malediven kaum noch Nachwuchs an Schildkröten hervorbringen.
Ende der 1990er-Jahre richtete die maledivische Regierung große Gebiete als Meeresnationalpark ein. In diesen Gebieten dürfen keine neuen Touristenunterkünfte errichtet werden. Da der alte Präsident Naesheed dem Bau weiterer Resorts zugestimmt hat, erhöht sich weiter der Druck auf die ohnehin schon stark beschädigte Natur. Außerhalb der Nationalparks nutzen die Menschen die Blöcke der Korallenriffe jedoch auch weiterhin zum Hausbau. Zudem wird der industrielle Abbau der Riffe zur Landgewinnung (Erweiterung Flughafen, Hulumalé) weiterhin betrieben.
Umweltschützer aus aller Welt versuchen in der Bevölkerung ein Umweltbewusstsein zu entwickeln und der Zerstörung der Riffe Einhalt zu gebieten. Vor der Malediveninsel Ihuru legten die Wissenschaftler Tom Goreau und Wolf Hilbertz künstliche Korallenriffe mit Hilfe der Biorock-Technologie an.

### Problem der globalen Erwärmung
Der Inselstaat, dessen Staatsgebiet zu über 90 % aus Wasserflächen besteht und dessen Landgebiete sich überwiegend nicht mehr als einen Meter über den Meeresspiegel erheben, ist von der globalen Erwärmung und dem damit einhergehenden weltweiten Anstieg des Meeresspiegels stark bedroht. Folgerichtig ist der maledivischen Regierung der Klimaschutz ein wichtiges Anliegen und Malé entsendet zu praktisch jeder Klimaschutzkonferenz eine Delegation.
Präsident Mohamed Nasheed beschloss 2008, dass ein gewisser Prozentsatz des Staatshaushalts für den Kauf neuen Landes verwendet werden soll. Im Gespräch waren Teile von Indien, Sri Lanka oder Australien. Er musste kurz darauf zugeben, dass dem Land das dafür notwendige Geld fehlte.
In medienwirksamen Aktionen versuchte Präsident Nasheed die Weltöffentlichkeit auf den drohenden Untergang seines Landes aufmerksam zu machen und für das Ziel einer Begrenzung des CO2-Gehaltes der Atmosphäre auf 350 ppm zu gewinnen, so tagte das Kabinett der Malediven im Oktober 2009 in Taucheranzügen auf dem Meeresboden. Basierend auf drei verschiedenen Rekonstruktionen (MRESL – Mean Reconstructed Sea Level) kam es in den Malediven in den Jahren 1950 bis 2009 zu einem durchschnittlichen Meeresspiegelanstieg von (1,4 ± 0,51) mm pro Jahr.
2016 kam es infolge der weltweiten Rekordtemperaturen zu einer starken Erwärmung des Meereswassers, die eine weitflächige Korallenbleiche in den Riffen um die Malediven auslöste. Von der Bleiche waren über 60 % der gesamten Riffe betroffen, in manchen Regionen sogar 90 % der Riffe. Viele Korallen starben.

### Verwaltung
Die 26 geographischen Atolle der Malediven mit insgesamt 1196 Inseln sind in 19 Distrikte (Verwaltungsatolle) und 2 Städte gegliedert. Ein Dezentralisierungsplan von 2008, der die Errichtung von sieben Provinzen vorsah, wurde 2012 wieder aufgegeben. An ihrer Stelle wurden 2010 erstmals 189 Inselräte gebildet, in denen von der jeweiligen Bevölkerung gewählte Vertreter sitzen.

### Verwaltungsgebiete (Verwaltungsatolle)

Verwaltungsatolle und Städte der Malediven

1. Haa-Alif-Atoll
2. Haa-Dhaalu-Atoll
3. Shaviyani-Atoll
4. Raa-Atoll
5. Baa-Atoll
6. Noonu-Atoll
7. Lhaviyani-Atoll
8. Alif-Alif-Atoll
9. Alif-Dhaal-Atoll
10. Kaafu-Atoll
11. Vaavu-Atoll
12. Faafu-Atoll
13. Dhaalu-Atoll
14. Meemu-Atoll
15. Thaa-Atoll
16. Laamu-Atoll
17. Gaafu-Alif-Atoll
18. Gaafu-Dhaalu-Atoll
19. Gnaviyani-Atoll

## Wirtschaft
Die Malediven gehören zu den Ländern mit einem gehobenen mittleren Einkommen (upper middle income), indem sich einige Wirtschaftszweige, insbesondere der Tourismus, schnell entwickeln. Das Bruttoinlandsprodukt (BIP) betrug 2023 6,6 Milliarden US-Dollar, das BIP pro Einwohner rund 16.541 US-Dollar. 2007 lebten rund 7,3 % der Bevölkerung unter der Armutsgrenze von 1,90 $ am Tag und ca. 15 % (2009) der Bevölkerung lebten unter der nationalen Armutsgrenze.
Der Tourismus hat viele Millionäre geschaffen. Durch die Preissteigerungen ist jedoch das Gros der Bevölkerung verarmt und an den Rand der Verelendung gebracht worden. Tausende Malediver bringen ihre Familien nach Indien, weil sie sich das Heimatland nicht mehr leisten können und die Kinder dort eine geregelte Schulausbildung bekommen.
Der Index für wirtschaftliche Freiheit 2024 des Landes war der 158 höchste von 176 Ländern.
Am 28. Januar 2016, legte die EU-Kommission ein Maßnahmenpaket zur Bekämpfung von Steuerflucht vor, bei dem unter anderem die Malediven auf der schwarzen Liste der Steueroasen auftauchen. Am 5. Oktober 2021 wurden die Malediven von der Liste der Steueroasen gestrichen, da sie die erforderlichen Steuerreformen umgesetzt hatten.
Das Land führt eine Wertpapierbörse mit der Bezeichnung Maldives Stock Exchange.
| Jahr                                    | 2010   | 2015   | 2016   | 2017   | 2018   | 2019   | 2020    | 2021   | 2022   | 2023   |
| --------------------------------------- | ------ | ------ | ------ | ------ | ------ | ------ | ------- | ------ | ------ | ------ |
| BIP in Mrd. USD (Kaufkraftparität)      | 5,3    | 7,7    | 8,3    | 9,1    | 10,4   | 11,3   | 6,7     | 9,8    | 12,0   | 12,9   |
| BIP pro Kopf in USD (Kaufkraftparität)  | 16.690 | 22.216 | 23.507 | 25.193 | 28.336 | 30.275 | 17.833  | 25.595 | 30.718 | 32.541 |
| BIP-Wachstum (real)                     | 6,8 %  | 4,0 %  | 6,6 %  | 7,1 %  | 8,7 %  | 7,3 %  | −32,9 % | 37,7 % | 13,9 % | 4,0 %  |
| Inflation (in Prozent)                  | 6,2 %  | 1,4 %  | 0,8 %  | 2,3 %  | 1,4 %  | 1,3 %  | −1,6 %  | 0,2 %  | 2,6 %  | 2,6 %  |
| Staatsverschuldung (in Prozent des BIP) | 53 %   | 55 %   | 62 %   | 64 %   | 71 %   | 77 %   | 156 %   | 123 %  | 120 %  | 123 %  |

### Staatsunternehmen
Zahlreiche Unternehmen, gerade bei den Versorgungsunternehmen oder in Schlüsselindustrien, befinden sich im Besitz des maledivischen Staates. So sind die Versorger State Electric Company Limited und Male' Water & Sewerage Company, ebenso wie die Maldives Industrial Fisheries Company in Staatsbesitz.

### Tourismus
Seit der Ankunft der ersten europäischen Reisegruppe auf den Malediven im Jahr 1972 wuchs der Tourismussektor des Landes schnell und stetig. 2015 trug der Tourismussektor 23,9 Prozent und der Transport- und Kommunikationssektor 18,3 Prozent zum Bruttoinlandsprodukt bei, mehr als jeder andere Sektor.
2015 besuchten 1,18 Millionen Touristen die Malediven, davon 608.600 aus Europa, 277.600 aus Asien, 190.700 aus Amerika, 53.900 aus dem Nahen Osten und 53.300 aus Afrika. 30 Prozent der Touristen kamen 2015 aus China (359.514). 105.132 Touristen kamen aus Deutschland (8,5 Prozent), gefolgt von Großbritannien (92.775, 7,5 Prozent), Italien (65.616, 5,3 Prozent) und Indien (52.368, 4,2 Prozent). Aus der Schweiz wurden 31.293 Ankünfte gezählt (2,6 Prozent, Platz 10) und aus Österreich 18.981 (1,5 Prozent).
Laut Tourismusminister Moosa Zamer sind im Jahr 2017 über 1,3 Mio. Touristen auf den Malediven angekommen, rund 7 % mehr als 2016. In den letzten beiden Jahren wurden 20 neue Resorts eröffnet. Weitere 50 Resortsinseln sind in Planung.
Die meisten Hotels sind Resorts, oftmals auf Privatinseln gelegen. Laut den Statistiken des Tourismusministers betreiben die Malediven derzeit 144 Resorts (wovon laut Maledives Times Stand November 2018 140 renoviert oder erweitert wurden), 12 Hotels, 508 Gästehäuser, 148 Safaris, 308 Reisebüros und 272 Tauchschulen.
Siehe auch Kategorie:Hotelinsel der Malediven

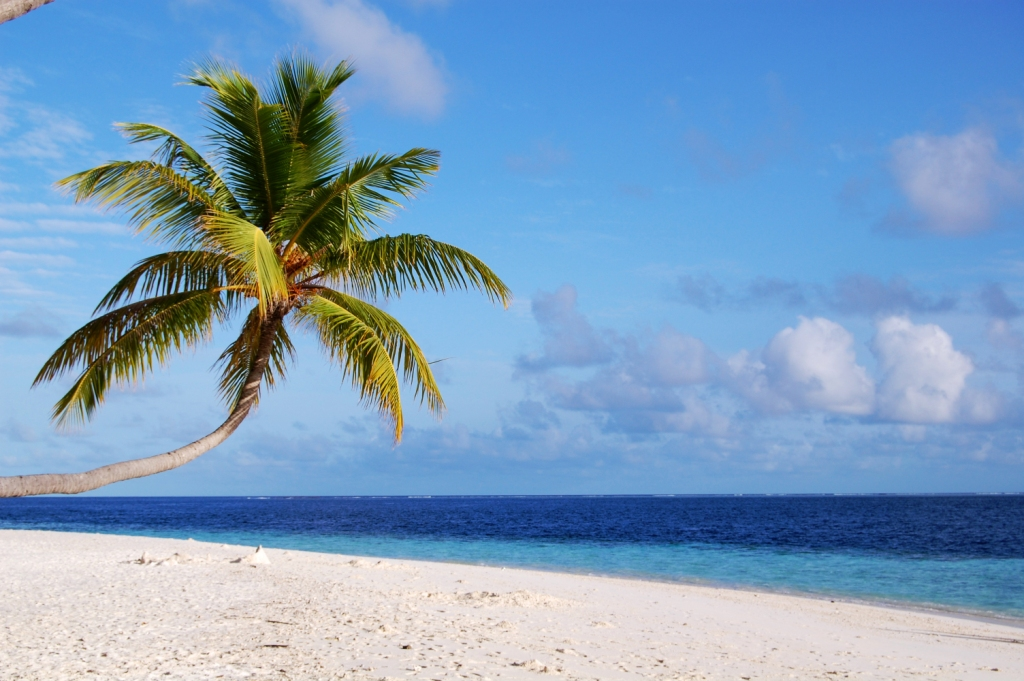
Palmen auf Fihalhohi
Palmenstrand auf Kuredu
Sonnenuntergang auf Kuredu
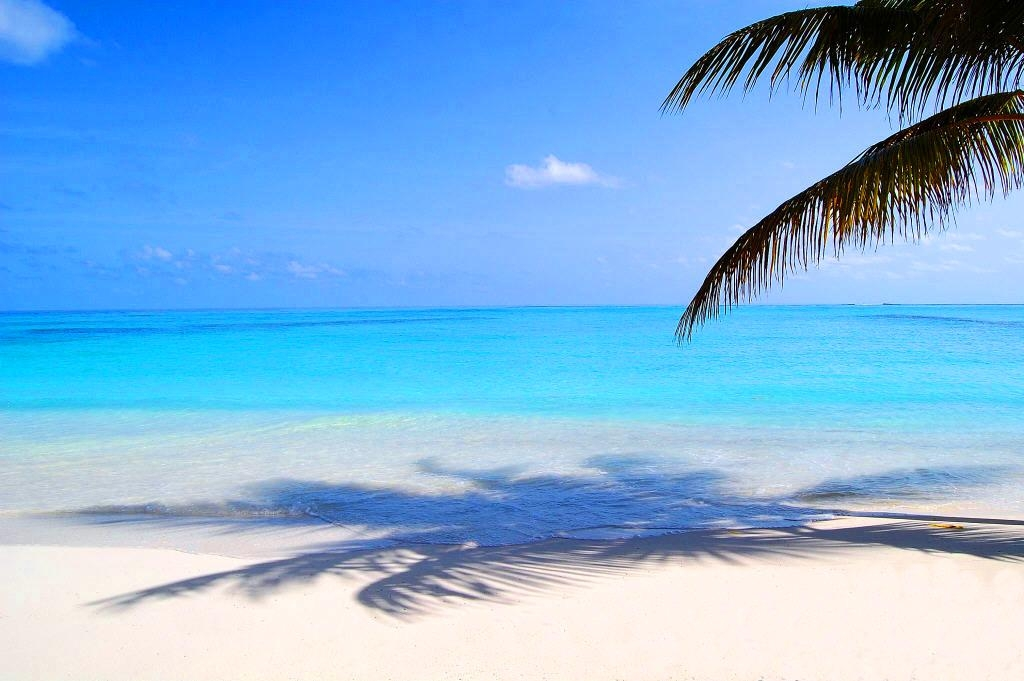
Strand auf Fihalhohi
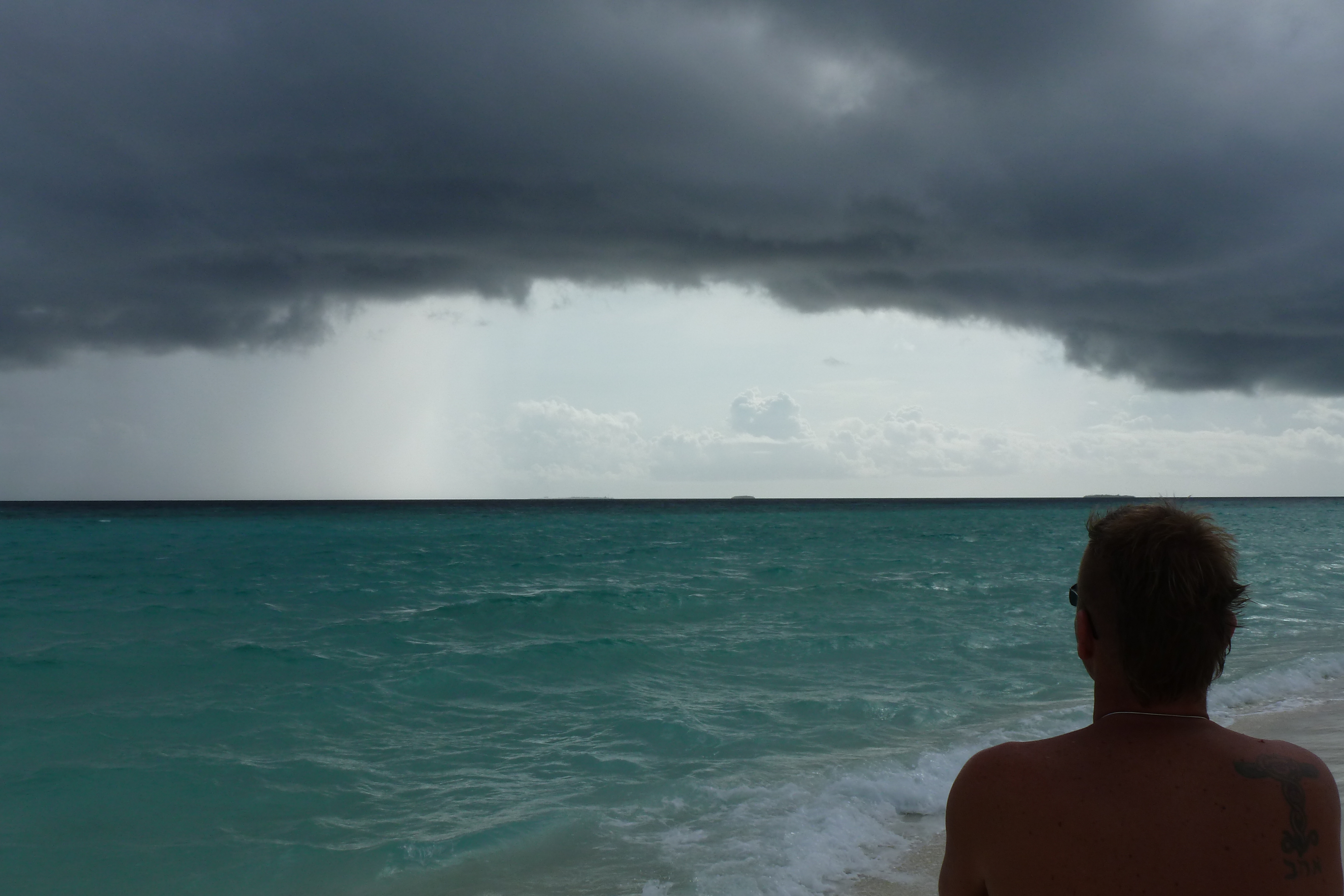
Dunkle Wolken kündigen Starkregen an, in der Regenzeit häufiges Phänomen
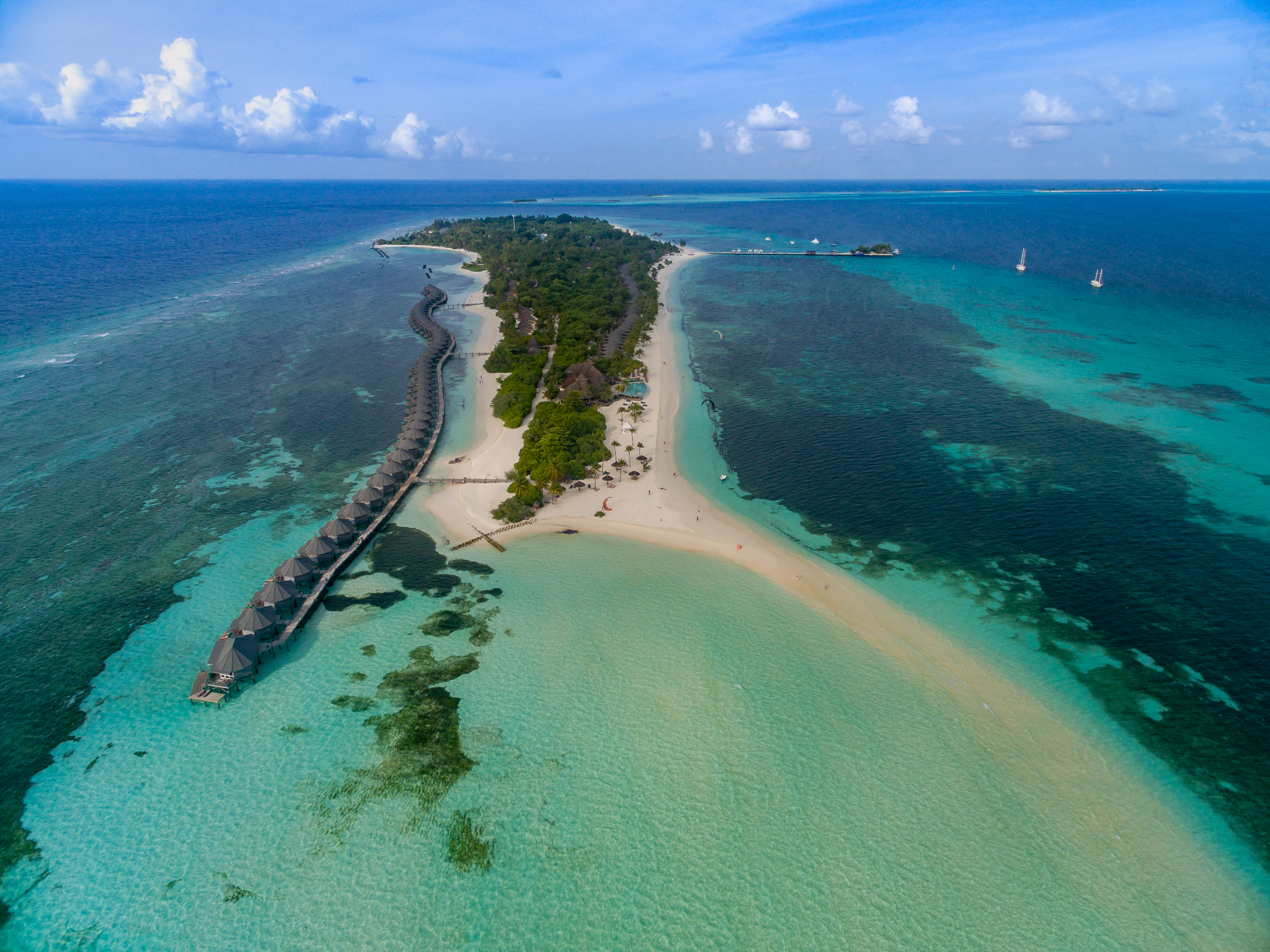
Kuredu, Lhaviyani-Atoll
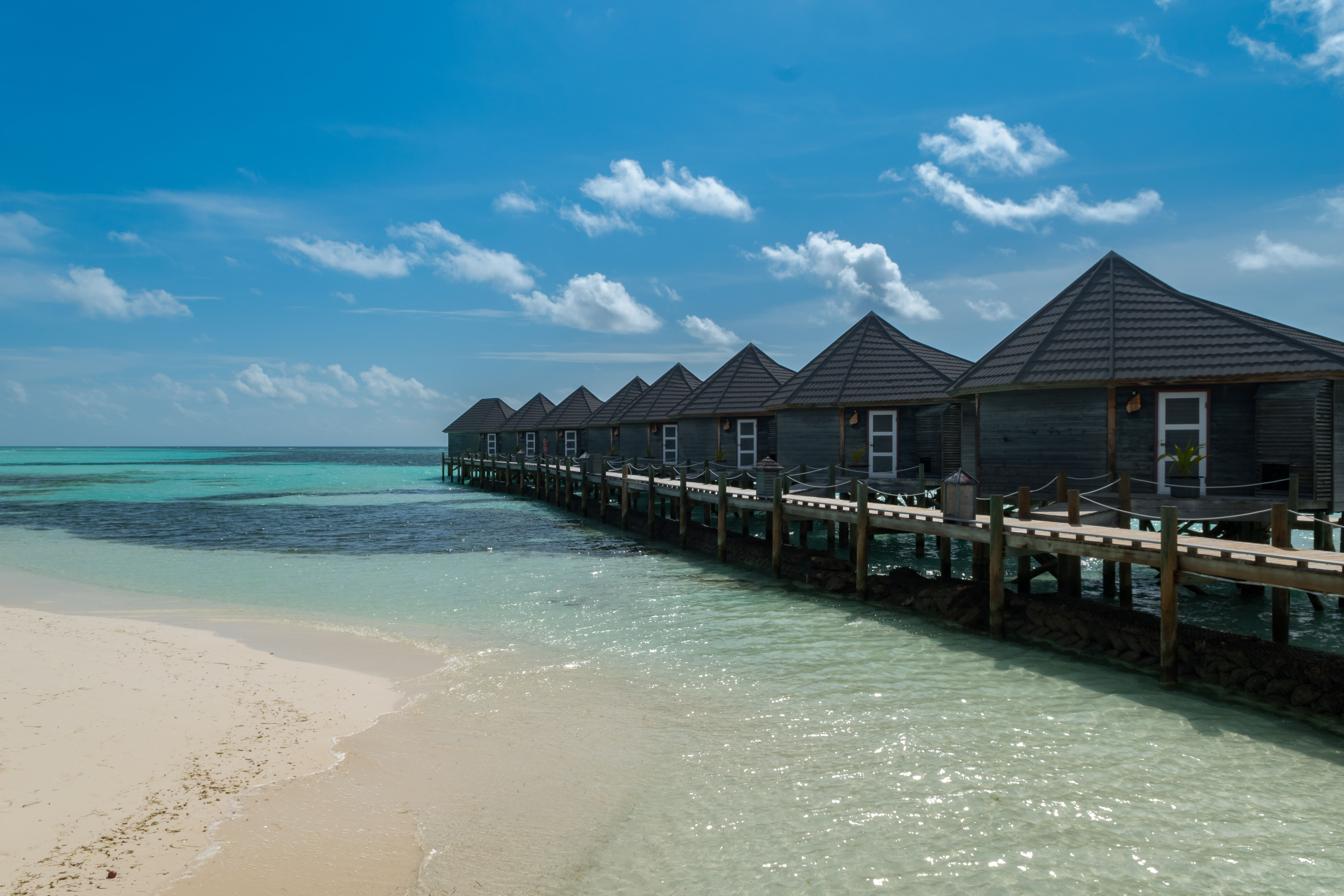
Wasserbungalows auf den Malediven
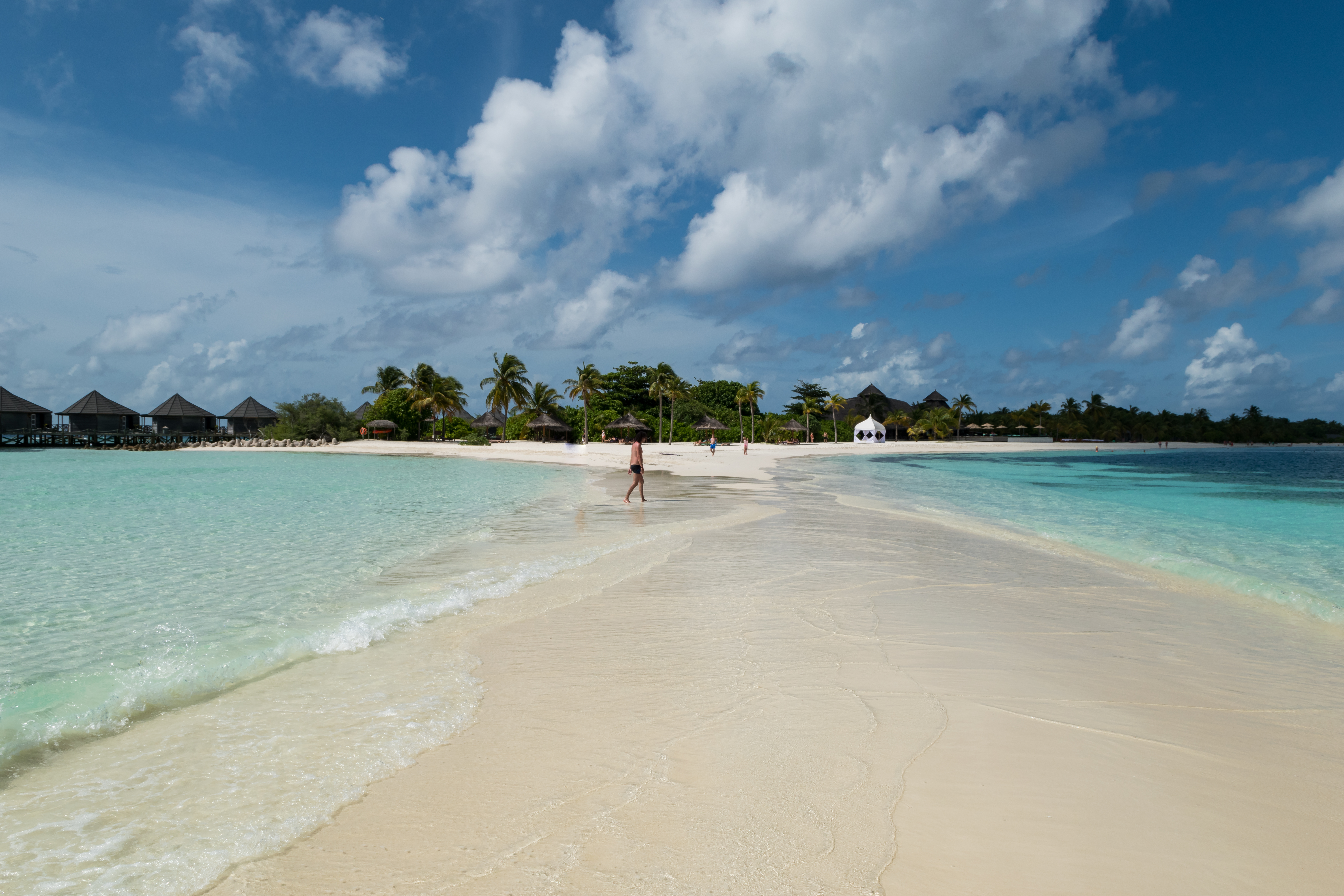
Sandbank auf den Malediven
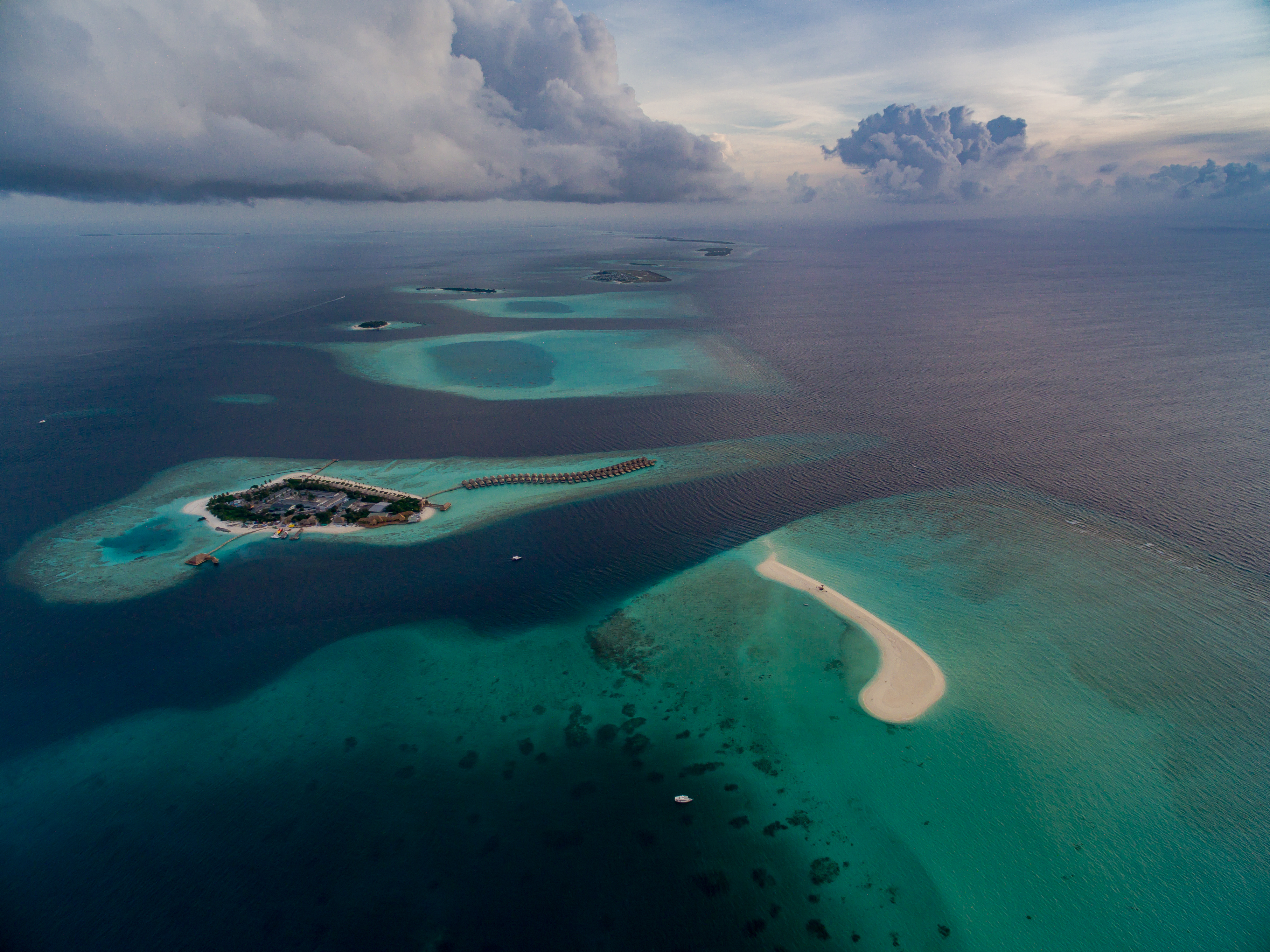
Malediven Atoll Luftbild
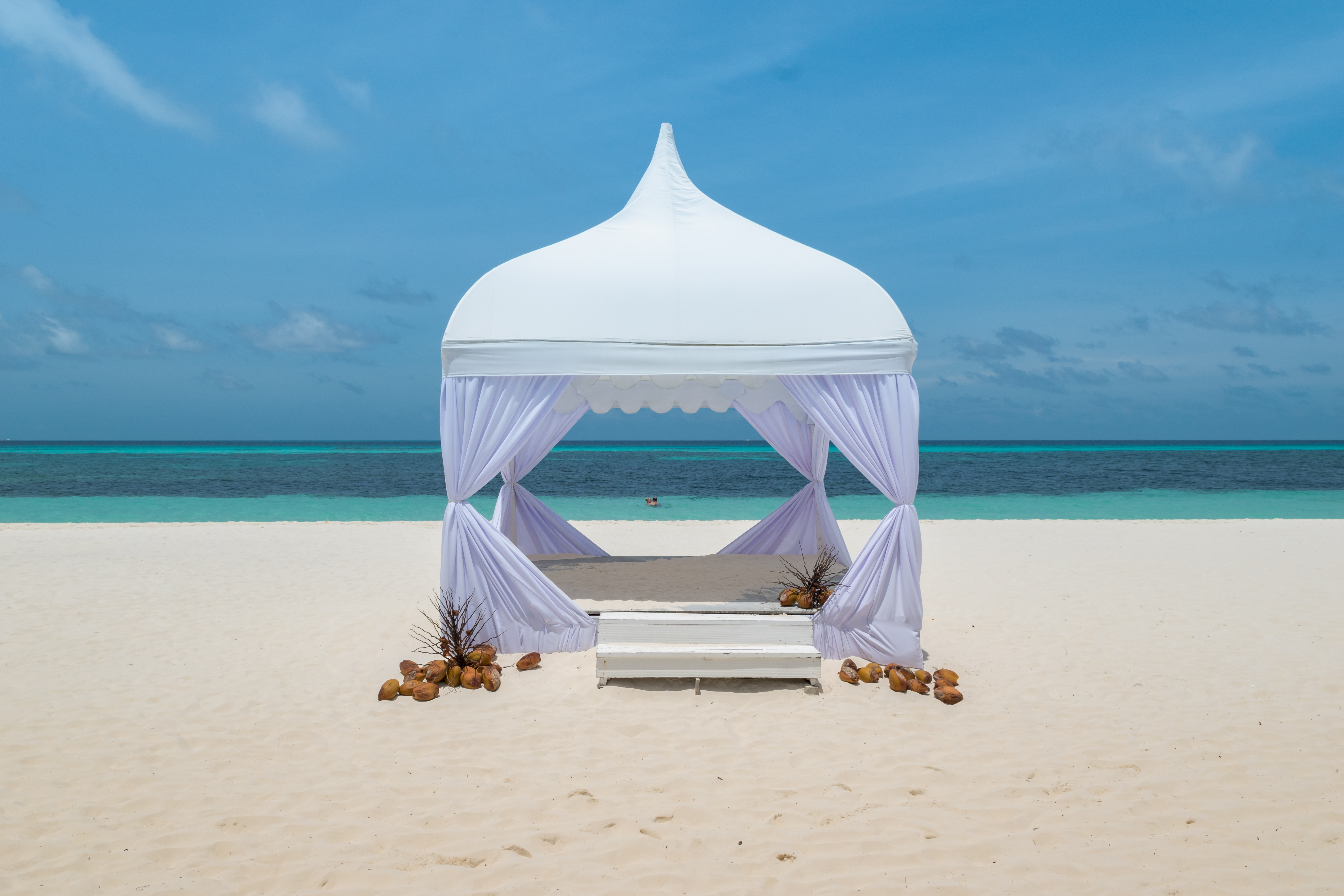
Weißer Sand auf den Malediven

### Landwirtschaft
Hauptanbaukulturen des Agrarsektors sind Hirse, Maniok und Süßkartoffeln. Kokosnüsse werden für die Nahrungsmittel- und Kopra-Herstellung gesammelt. Der Fischfang, insbesondere von Thunfisch und Bonito, ist die traditionelle Stütze der Inselwirtschaft. Zu den lebenswichtigen Importen, vor allem aus Indien, gehören Nahrungsmittel (Reis), Bau- und Industriewaren und Brennstoffe zur Energieerzeugung. Viele der für die Tourismusbetriebe bestimmten Handelsgüter kommen per Luftfracht aus Südafrika oder den USA, da die näher gelegenen Nahrungsmittelerzeuger in Sri Lanka die benötigten Güter nicht oder nicht in konstanter Qualität liefern können.

### Arbeitsmarkt
Viele der Angestelltenjobs, von Hotelmanagern und Architekten bis zu Wellnessbetreuern sind mangels eigener qualifizierter Arbeitskräfte von Ausländern besetzt. Barkeeper auf den Touristeninseln kommen meist aus anderen asiatischen Staaten wie Indien, Sri Lanka und Bangladesch. Unter der maledivischen Bevölkerung herrscht große Arbeitslosigkeit, weil ausländische Kräfte weitaus billiger sind (im Juli 2008 bekommt ein Bangladescher etwa 80 USD im Monat, für einen Malediver wäre der dreifache Lohn notwendig). Die Zahl der ausländischen Arbeiter wird auf 100.000 geschätzt (etwa 40 % der Bevölkerung), der größte Teil davon illegal. Abschiebungen sind wegen der großen Anzahl und der Korruption in den Behörden kaum mehr möglich.

### Staatshaushalt
Der Staatshaushalt umfasste 2014 Ausgaben von umgerechnet 1,15 Mrd. US-Dollar, dem standen Einnahmen von umgerechnet 960 Mio. US-Dollar gegenüber. Daraus ergibt sich ein Haushaltsdefizit in Höhe von 6 Prozent.
Die Staatsverschuldung betrug 2014 rund 741 Mio. US-Dollar oder 72,8 % des BIP.
2006 betrug der Anteil der Staatsausgaben (in % des BIP) folgender Bereiche:
- Gesundheit: 13,7 % (2014)[9][74]
- Bildung: 5,7 % (2015)[9]
- Militär: 5,5 % (2005)[9]

## Infrastruktur

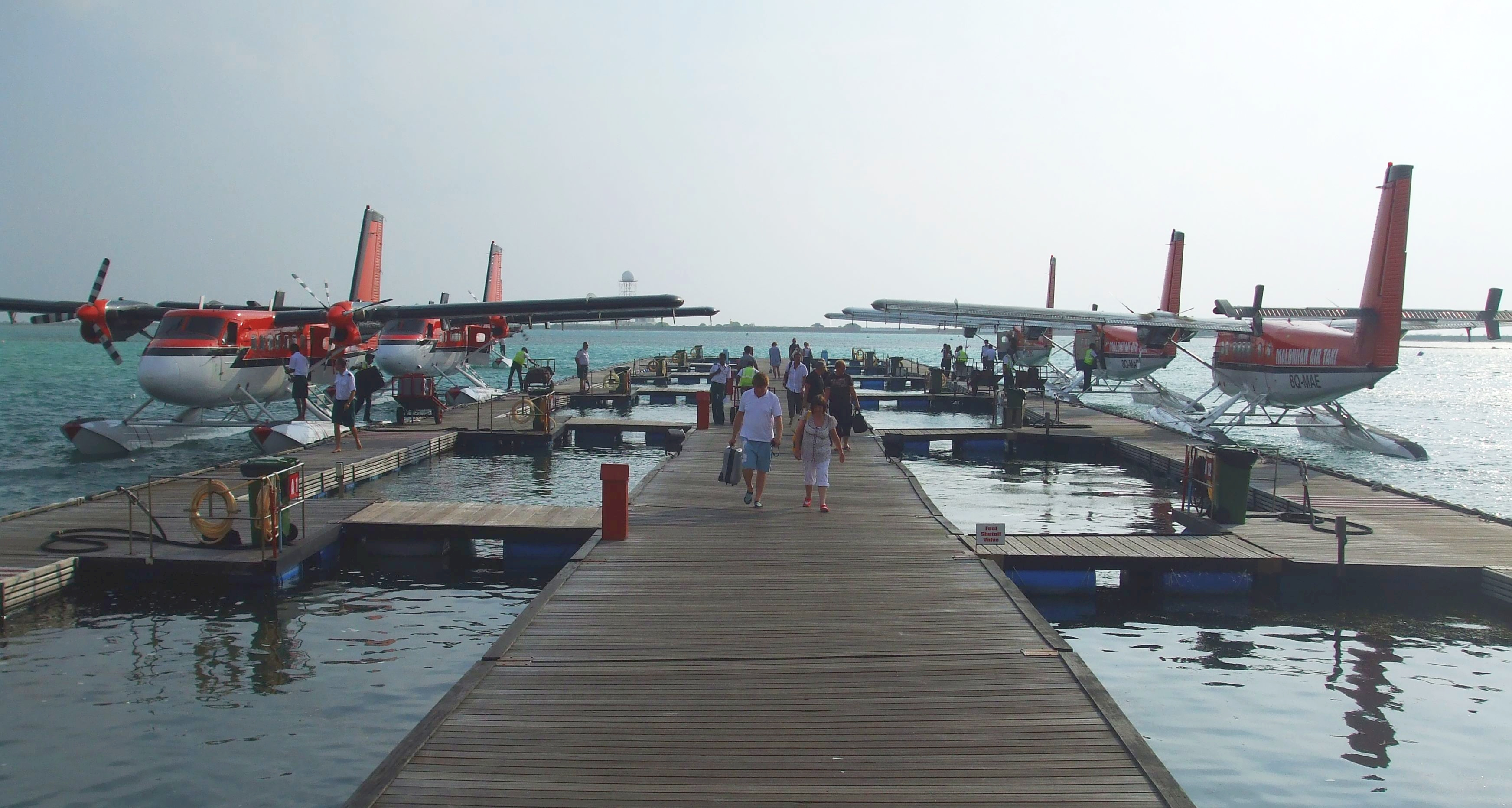
Airtaxi MAT

Die größten und breitesten Straßen befinden sich auf der künstlichen Insel Hulhumalé, die über einen Damm mit der Flughafeninsel verbunden ist. Weiter gibt es in der Hauptstadt Malé, auf dem Addu-Atoll und der Insel Fuvamullah Straßen und Autos. Die Straßen von Malé sind verstopft von Autos und Motorrädern, obwohl die größte Ausdehnung der Stadt nur 1,8 Kilometer beträgt. Der Inter-Atollverkehr wird mit Booten und zunehmend mit Flugzeugen abgewickelt. Auf den Malediven gilt Linksverkehr.
Es gibt zwei internationale Flughäfen, nämlich den Malé International Airport auf der Insel Hulhulé in der Nähe der Hauptstadt Malé und den Gan International Airport auf Gan. Zudem gibt es mehrere Regionalflughäfen, unter anderem auf Hanimaadhoo, Kaadedhdhoo und Kadhdhoo. Die längste Straße, die asphaltiert und mit Autos befahrbar ist, geht von Hithadhoo bis Gan im Addu-Atoll. Drei durch Dämme verbundene Inseln werden durchquert.

## Kultur

### Museen und Monumente
Die bekanntesten historischen Monumente der Malediven sind die Korallenstein-Moscheen. Sie stehen seit 2013 auf der Vorschlagsliste der Malediven für das UNESCO-Welterbe.
In der Hauptstadt Malé liegen das 1952 eröffnete Nationalmuseum und die National Art Gallery.

### Medien
Die Inseln der Malediven werden vom Staatssender Voice of Maledives vor allem über relativ leistungsschwache UKW- und Mittelwellensender mit Hörfunkprogrammen versorgt.
Im Jahr 2020 nutzten 63 Prozent der Einwohner der Malediven das Internet.

### Kulturzerstörung
Im Jahre 2011 zerstörte ein islamistischer Mob ein Monument mit einem eingravierten Bild von Buddha. 2012 wurden 35 unersetzliche buddhistische und hinduistische Kunstobjekte aus dem Nationalmuseum der Malediven – das älteste aus dem 6. Jahrhundert vor Christus stammend – von Islamisten zerstört, die glaubten, das Islamische Recht zu befolgen. Ali Waheed, Direktor des Nationalmuseums, erklärte: „Die Kollektion wurde gänzlich, total zerschlagen.“ Die gesamte vorislamische Geschichte sei betroffen. Unter den zerstörten Werken waren die Bohomala-Skulpturen, die Hanuman-Statuen und eine Skulptur des hinduistischen Wassergotts Makara. Der 'fünfgesichtige Mann' als einziger verbliebener archäologischer Beweis einer buddhistischen Ära auf den Malediven wurde ebenso zerstört, womit das kulturelle Erbe des Landes irreparabel geschädigt wurde. Auch die 'Korallensteine des Buddha' wurden vernichtet.

### Sport
Special Olympics Malediven wurde 2019 gegründet und nahm mehrmals an Special Olympics Weltspielen teil, zuletzt an den Special Olympics World Summer Games 2023 in Berlin. Die Delegation wurde vor den Spielen im Rahmen des Host Town Programs von Dinslaken betreut.